# Schodno
Schodno ist ein Weiler in der Gmina Dziemiany (Dzimianen), Powiat Kościerski (Kreis Berent) im nördlichen Polen. Geographisch liegt Schodno inmitten der Pommerschen Seenplatte, in den Kaschubischen Wäldern etwa siebzig Kilometer südwestlich von Danzig (Gdańsk) und etwa achtzig westlich von Marienburg (Malbork). Historisch-kulturell gehört es zur Region der Kaschuben.
Geprägt ist Schodno als bäuerliche Siedlung mit einigen Höfen und wenigen Wohnhäusern, letztere meist einfache Ferienhäuser. Die Einwohnerzahl wird offiziell mit 22 angegeben. Zum Ort gehört ein kleiner See, der Schodno-See (Jezioro Schodno).
Als einzige institutionelle Einrichtung befindet sich in Schodno eine alte Zwergschule, die Ende des 19. Jahrhunderts im Rahmen der Einführung der Allgemeinen Schulpflicht gegründet worden war, um der ländlichen Bevölkerung eine Grundbildung vermitteln zu können. Bis in den Ersten Weltkrieg hinein wurden i. d. R. junge Lehrer unmittelbar nach dem Lehrerseminar für zwei Jahre in der Schule von Schodno als Dorflehrer eingesetzt. Ein zunächst provisorischer Bau wurde um 1908 herum durch einen festen Ziegelneubau mit Klassenraum und Lehrerwohnung ersetzt. Heute ist dies Gebäude ein Landschulheim mit Schwerpunkt Natur und Ökologie für Kinder aus den größeren Städten der Umgebung bis in die Region Danzig hinein.